# 大森義行
大森 義行（おおもり よしゆき、1958年 - ）は、日本の工学者、教育者。学位は工学博士（北海道大学）。専門分野は情報通信。1997年に札幌大学経営学部に着任し、2019年に札幌大学・札幌大学女子短期大学部学長に就任。

## 経歴
- 昭和56年（1981年）3月　室蘭工業大学工学部電気工学科卒業
- 昭和58年（1983）3月　北海道大学大学院工学研究科電気工学専攻修士課程修了
- 昭和61年（1986年）3月　北海道大学大学院工学研究科電気工学専攻博士後期課程修了
- 平成9年（1997年）4月　札幌大学経営学部講師
- 平成11年（1999年）4月　札幌大学経営学部助教授
- 平成15年（2003年）4月　札幌大学経営学部教授
- 平成19年（2007年）4月　札幌大学・札幌大学女子短期大学部副学長
- 平成30年（2018年）11月　札幌大学孔子学院副学院長
- 平成31年（2019年）4月　札幌大学理事・評議